# Bellefond (Gironde)
Bellefond is een gemeente in het Franse departement Gironde (regio Nouvelle-Aquitaine) en telt 223 inwoners (2004). De plaats maakt deel uit van het arrondissement Langon.

## Geografie
De oppervlakte van Bellefond bedraagt 3,2 km², de bevolkingsdichtheid is 69,7 inwoners per km².
De onderstaande kaart toont de ligging van Bellefond (Gironde) met de belangrijkste infrastructuur en aangrenzende gemeenten.

## Demografie
Onderstaande figuur toont het verloop van het inwonertal (bron: INSEE-tellingen).